# Centrolene hybrida
Centrolene hybrida es una especie  de anfibios de la familia Centrolenidae.

## Distribución geográfica
Se encuentra en Colombia. 

## Estado de conservación
Se encuentra amenazada de extinción por la pérdida de su hábitat natural.